# Kaisersesch
Kaisersesch település Németországban, Rajna-vidék-Pfalz tartományban. Lakosainak száma 3267 fő (2023. december 31.).

## Népesség
A település népességének változása:
| Lakosok száma | 2137 | 3164 | 3158 | 3191 | 3254 | 3267 |
|               | 1975 | 2017 | 2019 | 2021 | 2022 | 2023 |